# گمینا زاکژووک
گمینا زاکژووک (به لهستانی:  Gmina Zakrzówek) یک گمینا در لهستان است که در شهرستان کراشنگک واقع شده‌است. گمینا زاکژووک ۹۹٫۰۸ کیلومتر مربع مساحت و ۶٬۸۲۳ نفر جمعیت دارد.

## خواهرخوانده
شهر مل، آنتوئر خواهرخواندهٔ گمینا زاکژووک هست.